# Eliud Williams
Eliud Thaddeus Williams (ur. 21 sierpnia 1948) – dominicki polityk, prezydent Dominiki od 17 września 2012 do 2 października 2013. 

## Życiorys
Eliud Williams urodził się 21 sierpnia 1948. Ukończył studia MBA na Uniwersytecie Indii Zachodnich. Kształcił się również w zakresie polityki kontrolnej na University of Florida oraz w dziedzinie administracji w Manitoba Institute of Management. Został członkiem różnych stowarzyszeń rachunkowych i ekonomicznych, w tym brytyjskich Institute of Financial Accountants i Chartered Management Institute oraz kanadyjskiego International Management Associates Network.
Karierę zawodową rozpoczynał w krajowej administracji publicznej. W latach 1985–1987 pełnił w niej funkcję komisarza ds. spółdzielczych. Od 1987 do 2004 zajmował stanowisko stałego sekretarza. W latach 2004–2008 był dyrektorem Eastern Caribbean Telecommunications Authority (ECTEL), urzędu zajmującego sprawami telekomunikacji w regionie Karaibów Zachodnich.
17 września 2012 objął stanowisko prezydenta Dominiki, po rezygnacji z powodów zdrowotnych Nicholasa Liverpoola. Jego wybór odbył się w atmosferze sporu politycznego, a opozycja uznała cały proces wyborczy za nieważny i sprzeczny z konstytucją z powodu braku oficjalnej rezygnacji prezydenta złożonej na ręce przewodniczącej Izby Zgromadzenia, Alix Boyd Knight. Prezydent Liverpool poinformował bowiem na piśmie o zamiarze swojej rezygnacji jedynie premiera Roosevelta Skerrita, co opozycja uznała za niewystarczające dla podjęcia procesu wyboru nowego szefa państwa. Zgodnie z konstytucją jego wybór powinien zostać przeprowadzony w przypadku rezygnacji urzędującej głowy państwa, co nastąpić powinno w chwili otrzymania przez przewodniczącego parlamentu pisemnego oświadczenia ze strony urzędującego prezydenta. 17 września 2012 Izba Zgromadzenia wybrała Williamsa nowym prezydentem kraju. Za jego kandydaturą, zgłoszoną przez premiera Skerrita, opowiedziało się 21 z 32 deputowanych, opozycja zbojkotowała głosowanie. Tego samego dnia został oficjalnie zaprzysiężony na stanowisku. 
Eliud Williams jest żonaty, ma dwóch synów.